# Distrito de Ciudad Nueva
El distrito de Ciudad Nueva es uno de los 11 distritos de la provincia de Tacna, ubicada en el departamento de Tacna, bajo la administración del Gobierno regional de Tacna, al sur del Perú. Tiene una extensión de 410.66 Ha, siendo en su totalidad conformada por una población urbana.

## Historia
La presión migratoria en la ciudad de Tacna se intensifica en los años 1970, ocupando diversos espacios aledaños al área urbana de Tacna, especialmente la parte norte. Por esta razón la Dirección Regional de Vivienda y Construcción elabora en el año 1979 un proyecto de vivienda de 621,433.84 m² denominado "Asentamiento A", ubicado en el cono norte como continuación del distrito Alto de la Alianza, incluido dentro del plan regulador como "área de expansión urbana".
A partir de setiembre de 1980, mediante sorteo se inicia el proceso de adjudicación de lotes para vivienda en las áreas correspondientes a los actuales Comités 1 y 2, posteriormente 28 de junio de 1981 se aprobó el nombre de Asentamiento Ciudad Nueva.
El año 1984 se aprueba el Plano de Lotización Perimétrica, considerándose en la Memoria Descriptiva áreas destinadas para la construcción de obras de importancia como mercados Centros Educativos, Iglesia, Puesto Policial y Local Comunal.
Para el año 1986 se le otorga la categoría de Centro Poblado Menor y en 1990 se inician los trámites de reconocimiento como Distrito, aprobándose este el 6 de noviembre de 1992 y publicándose el 20 de noviembre del mismo año, en el gobierno del Presidente Alberto Fujimori.
Desde el punto de vista jerárquico de la Iglesia católica forma parte de la diócesis de Tacna y Moquegua la cual, a su vez, pertenece a la arquidiócesis de Arequipa.

## Autoridades

### Municipales
- 2015 - 2018[2]
  - Alcalde: CPC. Helmer Fernandez Chaparro.
  - Regidores:

  1. JUAN RENE CACHICATARI QUISPE (Somos Renovación Distrital)
  2. Edwin Vizcarra Ancco (Somos Renovación Distrital)
  3. Antolín Gómez Carita (Somos Renovación Distrital)
  4. Germán Chambilla Cutipa (Somos Renovación Distrital)
  5. Eva Escobar Gómez (Somos Renovación Distrital)
  6. René Mamani Charca (Alianza para el Progreso)
  7. Nicolás Benito Mamani Mamani (Partido Humanista Peruano)

### Religiosas
Párroco de la Parroquia "Sagrada Familia" ELIAZAR TORRES ROMERO.
Iglesia Católica, ubicada frente a la Plaza Principal del Distrito.
La Iglesia Adventista del Séptimo Día cuenta con dos Distritos Misioneros
Ciudad Nueva A con el Pastor Alan Cosavalente Leyva con sede en el Cmte 16 Mz 61 Lt 15 IASD "Maranatha"
Ciudad Nueva B con el Pastor Benito Vilca

## Geografía
La topografía de la ciudad es ligeramente irregular y se encuentra en pendiente, siendo los suelos de origen volcánico, conformado por arenas, arcillas y toba volcánica, con alto contenido de sales formando estratos.

## Demografía
Cuenta con una población total de 34,231 habitantes mayoritariamente urbana.

## Límites
Como conformante de la ciudad de Tacna, se ubica en la parte noreste, y cuyos límites según el Decreto Supremo N.º 040-94-PCM se establecen de la siguiente manera:
POR EL NOR-OESTE: Con el distrito de Tacna, a partir de la intersección del eje proyectado por la calle Manuel Cuadros con la divisoria de aguas de la estribación S.O. del cerro Intiorko, hasta su intersección con la prolongación de la vía de evitamiento.
POR EL NOR-ESTE: Con el distrito de Pocollay a partir del último punto mencionado por la proyección del eje de la Vía de Evitamiento hasta su intersección con la Avenida N.º 1.
POR EL ESTE Y SUR-ESTE: Con los distritos de Pocollay y Tacna. A partir del último punto mencionado, el límite en esta dirección está constituido por el eje de la Avenida N.º 02 y el eje de la Avenida Circunvalación Norte, hasta su intersección con la Calle A.
SUR-OESTE: Con el distrito de Alto de la Alianza a partir del último punto mencionado, el límite está conformado por el eje de la Calle A, el eje de la Avenida El Sol, el eje de la Calle Manuel Cuadros y su proyección hasta su intersección con la divisoria de Aguas de la estribación SUR-OESTE del derro Intiorko.

## Festividades
- Febrero: Carnavales.
- Junio: San Juan
- Noviembre: Aniversario distrital.